# NADPH deidrogenasi (chinone)
La NADPH deidrogenasi (chinone) è un enzima appartenente alla classe delle ossidoreduttasi, che catalizza la seguente reazione:
NADPH + H+ + accettore ⇄ NADP+ + accettore ridotto
L'enzima è una flavoproteina e può utilizzare il menachinone come accettore. È inibito dal dicumarolo e da derivati dell'acido folico ma non dal 2,4-dinitrofenolo.